# Пастушихин, Николай Васильевич
Николай Васильевич Пастушихин (20 июля 1900 — 1 января 1945) — советский военачальник, генерал-майор (01.10.1942).

## Биография
Родился в имении Костино-Ямино, ныне деревня Костино, Асерховское сельское поселение, Собинский район, Владимирская область, в семье служащих. Русский.
В 1917 году окончил Владимирскую гимназию и поступил на физико-математический факультет Московского университета.
В РККА с января 1919 года в должности переписчика радиотелеграфного дивизиона участвует в Гражданской войне на Украинском, Юго-Восточном, Кавказском фронтах.
С июня 1920 по май 1921 года обучался на 4-х Армавирских пехотных курсах.
С июня 1921 года по октябрь 1927 года — командир взвода пехотных курсов — 4-х Армавирских, 88-х Гомельских и 31-х Смоленских, Тульской оружейной технической школы, Московской пехотной школы им. М. Ю. Ашенбреннера. Экстерном окончил Нижегородскую пехотную школу (1925).
С октября 1927 года — курсовой командир Московской пехотной школы им. М. Ю. Ашенбреннера.
С ноября 1928 года по декабрь 1935 года командир роты 40-го стрелкового полка, Школы специальной службы ВВС РККА, помощник по строевой части командира 155-го стрелкового полка. Без отрыва от службы в 1934 году окончил вечернюю Военную академию РККА. Владел французским и немецким языками.
С декабря 1935 года — помощник начальника отделения кадров РУ РККА и одновременно в 1937—1938 находился в распоряжении того же Управления по оперативному отделению, работал в Испании. В 1937 году награждён орденом Красной Звезды «за выполнение специального Правительственного задания».
С марта 1938 года — старший преподаватель по общевойсковой тактике КУКС по разведке при РУ РККА.
Член ВКП(б) с 1939 года.
С ноября 1939 года — начальник оперативного отдела штаба 35-го стрелкового корпуса.
В Великую Отечественную войну с августа 1941 года начальник оперативного отдела штаба 49-й армии.

Могила Пастушихина на Введенском кладбище Москвы.

В январе 1942 года полковник Пастушихин, лично руководил отдельными подразделениями из состава 133-й, 173-й, 238-й стрелковых дивизий и 122-м лыжным батальоном при штурме поселка Полотняный Завод в Калужской области, проявив при этом смелость и бесстрашие, за что был награждён орденом Красного Знамени.
с июня 1942 года начальник штаба 49-й армии.
28 сентября 1943 года Указом Президиума Верховного Совета СССР за умелое и мужественное руководство по захвату городов Смоленск и Рославль генерал-майор Пастушихин был награждён орденом Кутузова II степени.
С июня 1944 года начальник штаба 33-й армии.
С июля 1944 года начальник штаба Архангельского военного округа.
В декабре 1944 года освобождён от должности начальника штаба Архангельского ВО.
Умер 1 января 1945 года.
Похоронен на Введенском кладбище (11 уч.).

## Награды
- орден Ленина (21.02.1945)[5]
- два ордена Красного Знамени (30.01.1943, 03.11.1944[5])
- орден Кутузова II степени (28.09.1943)
- орден Красной Звезды (1937)
- медаль «XX лет Рабоче-Крестьянской Красной Армии» (1938)
- медаль «За оборону Москвы» (1944)